# Bulbophyllum pemae
Bulbophyllum pemae là một loài phong lan thuộc chi Bulbophyllum.